# 하타씨 (波多)
하타씨(일본어: 波多氏)는 하타(일본어: 波多)를 우지(氏)로 하는 씨족이다.
하타의 지명은 일본 각지에 분포되어있다. 예시로 야마토국 다카이치군 하타 향, 이즈모국 이시군 하타 향, 히고국 아마쿠사군 하타 향 등에 존재하였다.